# Joachim Hempel
 (septembre 2022).
Si vous disposez d'ouvrages ou d'articles de référence ou si vous connaissez des sites web de qualité traitant du thème abordé ici, merci de compléter l'article en donnant les références utiles à sa vérifiabilité et en les liant à la section « Notes et références ».
Joachim Hempel, né le 1er septembre 1787 à Puławy et mort le 28 octobre 1874 à Tuchowicz, est un officier militaire polonais qui a participé aux guerres napoléoniennes.

## Biographie
Joachim Hempel est le fils de l'architecte Joachim Hempel et Zuzanna Hoffman. Lieutenant au chevau-légers polonais de la Garde, il fit la campagne d'Espagne.
Blessé de six coups de sabre à la bataille de Medina de Rioseco, il est retenu prisonnier dans le cachot souterrain d'un couvent des dominicains. L'infanterie française prend la ville et découvre la prison. À Wagram en 1809, il sauve la vie d'un de ses camarades en le reprenant aux uhlans autrichiens. Il partage ensuite le sort de son régiment dans la campagne de Russie et prend également part à la bataille de Leipzig en 1813.
Membre de la Société d'agriculture du royaume du Congrès, il participe à l'insurrection polonaise de 1861-1864. Il a épousé en 1817 Rozalia Dmochowska avec laquelle il a six fils et trois filles.

## Distinctions
- Officier de la Légion d'honneur (1814).